# Djerelne, Svatove
Djerelne (în ucraineană Джерельне) este un sat în comuna Kolomîiciîha din raionul Svatove, regiunea Luhansk, Ucraina.

## Demografie
Componența lingvistică a localității Djerelne
     Ucraineană (99,28%)
     Alte limbi (0,72%)
Conform recensământului din 2001, majoritatea populației localității Djerelne era vorbitoare de ucraineană (99,28%), existând în minoritate și vorbitori de alte limbi.